# Clifford: Wielka przygoda
Clifford: Wielka przygoda (ang. Clifford’s Really Big Movie, 2004) – amerykański film animowany w reżyserii Roberta C. Ramireza na podstawie cyklu książek Normana Bridwella. Film został wyprodukowany przez Warner Bros. Pictures. Prawa do dystrybucji filmu są obecnie własnością Universal Pictures.

## Fabuła
Na wyspę Birdwell przyjeżdża wesołe miasteczko, w tym Cudowne Zwierzaczki Larry’ego. Clifford oraz dwójka jego psich przyjaciół postanawiają udać się po autograf od zwierzęcych cyrkowców. Ci proponują dołączenie się do ich grupy, jednakże trójka psów odmawia. Zabierają jednak ze sobą konkursowy plakat, którego nagrodą jest dożywotni zapas psiego jedzenia. Sytuacja finansowa Larry’ego, opiekuna zwierzaków, jest bardzo słaba, dlatego ci przygotowują się do wydarzenia. Tymczasem Clifford podsłuchuje rozmowę, w której właściciele skarżą się na problemy z wyżywieniem olbrzyma. Pies wraz z Cleo i T-Bonem opuszcza wyspę i odnajduje trupę cyrkową. Właściciele psów, a szczególnie Emily Elizabeth martwi się o czworonożnego przyjaciela i szuka go wszędzie. Od czasu przyłączenia się psich przyjaciół do Cudownych Zwierzaków, grupa zaczyna zyskiwać popularność. Zazdrosny Shackelford, dawna gwiazda cyrkowców, wypomina Cliffordowi, że bez niego było lepiej. Urażony olbrzym tuż przed samym konkursem postanawia odejść. W ostatniej chwili on i jego przyjaciele zawracają, ratując przy tym nowych przyjaciół przed wypadkiem samochodowym. Cudowne Zwierzaki wygrywają konkurs, a Clifford zostaje porwany dzięki chytrej metodzie prezesa psiej karmy. Wkrótce Shackelford dowiaduje się prawdy o tym, że trójka psów ma właścicieli, a Clifford chciał jedynie pomóc rodzinie. Trupa ratuje olbrzymiego psa z posiadłości prezesa. Wszystko dobrze się kończy dzięki przyjazdowi Emily Elizabeth, która zabiera Clifforda i dwójkę jego przyjaciół na wyspę Birdwell.

## Wersja polska
Dystrybucja na terenie Polski: Warner Bros. Poland

Wersja polska: Master Film

Reżyseria: Dobrosława Bałazy

Dialogi: Dorota Filipek-Załęska

Dźwięk: Renata Gontarz

Montaż: Zbigniew Kostrzewiński

Kierownictwo produkcji: Beata Jankowska

Teksty piosenek: Andrzej Brzeski

Opracowanie muzyczne: Eugeniusz Majchrzak

Wystąpili:
- Janusz Wituch – Clifford
- Brygida Turowska – Cleo
- Anna Apostolakis – Dorothy
- Cezary Kwieciński – T-Bone
- Zbigniew Suszyński – Larry Gablegobble
- Jarosław Domin – Mac
- Krzysztof Szczerbiński – Rodrigo
- Dariusz Odija – Dirk
- Adam Bauman – George Wolfsbottom
- Mieczysław Morański – szef Larry’ego

W pozostałych rolach:
- Dominika Kluźniak – Emily Elizabeth
- Joanna Pach – Jetta
- Katarzyna Tatarak – Charley
- Aleksander Mikołajczak – Horacy Bleakman
- Beata Łuczak –
  - Caroline Howard,
  - Prezenterka konkursu
- Robert Tondera –
  - Mark Howard,
  - Policjant,
  - Prezenter konkursu,
  - Piekarz,
  - Jeden ze strażników
- Katarzyna Skolimowska –
  - Pani Diller,
  - Jedna z mieszkanek
- Cezary Nowak –
  - Szeryf Lewis,
  - Ochroniarz
- Rafał Walentowicz –
  - Kowboj-posłaniec,
  - Sprzątacz
- Paweł Szczesny – Chłopiec, któremu odleciał balon
- Agnieszka Fajlhauer – Jedna z dziewczynek

i inni
Piosenki śpiewali: Katarzyna Łaska, Anna Apostolakis, Monika Wierzbicka, Beata Jankowska-Tzimas, Paweł Hartlieb, Maciej Molęda i Jakub Molęda

Mix polskiej wersji językowej: Maciej Ziółkowski – Studio Voiceland – Wrocław
Lektor: Janusz Szydłowski